# رينو 14
رينو 14 سيارة من إنتاج مصنع السيارات الفرنسي رينو. وتصنف السيارة كـ سيارة عائلية صغيرة. إصدار هذا الموديل جاء تعويضًا لموديل رينو 6 وتلاه رينو 9 أو 11. بدأ إنتاجها سنة 1976 واستمر إلى 1983.